# Karl Gutzkow
Karl Ferdinand Gutzkow (Berlín, 17 de marzo de 1811 - Fráncfort, Sachsenhausen, 16 de diciembre de 1878) fue un escritor, dramaturgo y periodista alemán.
Formó parte del movimiento de la Joven Alemania junto a autores como Ludwig Börne, Heinrich Heine o Ludolf Wienbarg. Escribió novelas (Wally la escéptica, 1835, criticada por licenciosa y censurada), cruciales en la transición del romanticismo al realismo, la obra Cartas desde París (1842) y el drama (Uriel Acosta, 1846).